# ایسانتی (مینه‌سوتا)
ایسانتی، مینه‌سوتا (به انگلیسی: Isanti, Minnesota) یک شهر در ایالات متحده آمریکا است که در شهرستان ایسانتی، مینه‌سوتا واقع شده‌است.

## خصوصیات
ایسانتی ۱۲٫۵۶ کیلومترمربع مساحت و ۵٬۲۵۱ نفر جمعیت دارد و ۲۸۵ متر بالاتر از سطح دریا واقع شده‌است.